# U-17-Fußball-Europameisterschaft 2024
Die Endrunde der 40. U-17-Fußball-Europameisterschaft fand vom 20. Mai bis zum 5. Juni 2024 in der Republik Zypern statt. Es war das zweite Mal, dass Zypern eine Europameisterschaft dieser Altersklasse ausrichtet, zuletzt war dies bei der U-16-EM 1992 der Fall.
Titelverteidiger war die Mannschaft Deutschlands, die sich aber nicht für die Endrunde qualifizieren konnte.
Zum neuen Titelträger krönte sich Italien durch ein 3:0 im Finale gegen Portugal.

## Vergabe
Zypern hätte bereits 2021 die U-17-EM ausrichten sollen, das Turnier wurde jedoch aufgrund der COVID-19-Pandemie ersatzlos gestrichen. Das UEFA-Exekutivkomitee vergab daraufhin die Ausrichtung der Endrunde 2024 an das Land.

## Qualifikation
54 Mitgliedsverbände der UEFA meldeten für das Turnier, Zypern ist als Gastgeber automatisch qualifiziert. Die Mannschaft Russlands war – wie alle russischen Mannschaften – nach dem Überfall auf die Ukraine von UEFA-Wettbewerben ausgeschlossen und nimmt daher nicht teil. Wie in den vorangegangenen Ausgaben besteht die Qualifikation aus zwei Phasen: Einer Qualifikationsrunde sowie der Eliterunde.

### Qualifikationsrunde
Die Niederlande erhielt als beste Mannschaft im UEFA-Koeffizientenranking der U-17-Nationalmannschaften ein Freilos für die erste Qualifikationsrunde und steigt erst zur Eliterunde ein. Die übrigen Teilnehmer wurden in 13 Vierergruppen gelost. Alle Gruppen werden in Form von Miniturnieren im Modus Jeder-gegen-Jeden über mehrere Tage hinweg an einem Ort ausgespielt, wobei eine der teilnehmenden Mannschaften pro Gruppe als Gastgeber fungiert. Die 13 Gruppensieger und -zweiten sowie die fünf besten Gruppendritten der Qualifikationsrunde qualifizieren sich für die Eliterunde. Während die Mannschaften Deutschlands, Österreichs und der Schweiz jeweils als Gruppensieger in die nächste Runde einzogen, verpassten Liechtenstein und Luxemburg die Eliterunde.

### Eliterunde
Die qualifizierten Mannschaften aus der ersten Qualifikationsrunde wurden mit den jetzt ins Turnier einsteigenden Niederlanden in acht Vierergruppen gelost. Die acht Gruppensieger sowie die sieben besten Gruppenzweiten qualifizierten sich für die Endrunde. Wie bereits in der ersten Runde erfolgte die Austragung der Eliterunde als Miniturnier bei einer der beteiligten Mannschaften bis zum 26. März 2024.
Die Auslosung ergab folgende Gruppen (Reihenfolge nach Endplatzierung, grün unterlegte Mannschaften konnten sich für die Endrunde qualifizieren). Österreich konnte sich als Gruppensieger einen Platz beim Endturnier sichern, Titelverteidiger Deutschland und die Schweiz scheiterten jeweils als Gruppendritte.
| Gruppe 1   | Gruppe 2   | Gruppe 3    | Gruppe 4       | Gruppe 5    | Gruppe 6   | Gruppe 7     | Gruppe 8                  |
| ---------- | ---------- | ----------- | -------------- | ----------- | ---------- | ------------ | ------------------------- |
| Frankreich | Schweden   | Italien     | Ukraine        | Portugal 1  | Dänemark   | Österreich 1 | Polen                     |
| England 1  | Wales      | Belgien     | Slowakei       | Kroatien    | Serbien    | Spanien      | Tschechien                |
| Nordirland | Rumänien 1 | Finnland 1  | Schweiz        | Deutschland | Georgien 1 | Norwegen     | Bosnien und Herzegowina 1 |
| Ungarn     | Bulgarien  | Niederlande | Griechenland 1 | Irland      | Türkei     | Slowenien    | Belarus                   |

## Austragungsorte
Laut Zyprischem Fußballverband soll das Turnier in sechs Stadien in vier Ortschaften gespielt werden. Als Finalort ist die Limassol Arena in Limassol vorgesehen. Eine Besonderheit stellt das Dasaki-Stadion in Dasaki Achnas dar, welches auf dem Gebiet der souveränen Militärbasis Dekelia und damit de jure auf britischem Hoheitsgebiet liegt.
| Limassol |

| Dasaki Achnas |

| Paralimni |

| Larnaka |

| Limassol |

| Dasaki Achnas |

| Paralimni |

| Larnaka |

## Vorrunde

### Modus
Die Vorrunde wird in vier Gruppen mit jeweils vier Mannschaften ausgetragen. Die Gruppensieger und Zweitplatzierten qualifizierten sich für das Viertelfinale.
Weise zwei oder mehr Mannschaften derselben Gruppe nach Abschluss der Gruppenspiele die gleiche Anzahl Punkte auf, wird die Platzierung nach folgenden Kriterien in dieser Reihenfolge ermittelt:
a. höhere Punktzahl aus den Direktbegegnungen der betreffenden Mannschaften;
b. bessere Tordifferenz aus den Direktbegegnungen der betreffenden Mannschaften;
c. größere Anzahl erzielter Tore aus den Direktbegegnungen der betreffenden Mannschaften;
d. wenn nach der Anwendung der Kriterien a) bis c) immer noch mehrere Mannschaften denselben Platz belegen, werden die Kriterien a) bis c) erneut angewendet, jedoch ausschließlich auf die Direktbegegnungen der betreffenden Mannschaften, um deren definitive Platzierung zu bestimmen. Führt dieses Vorgehen keine Entscheidung herbei, werden die Kriterien e) bis h) angewendet;
e. bessere Tordifferenz aus allen Gruppenspielen;
f. größere Anzahl erzielter Tore aus allen Gruppenspielen;
g. geringere Gesamtzahl an Strafpunkten auf der Grundlage der in allen Gruppenspielen erhaltenen gelben und roten Karten (rote Karte = 3 Punkte, gelbe Karte = 1 Punkt, Platzverweis nach zwei gelben Karten in einem Spiel = 3 Punkte);
h. bessere Platzierung in der für die Auslosung der Qualifikationsrunde verwendeten Koeffizientenrangliste;
Wären im letzten Gruppenspiel zwei Mannschaften aufeinandergetroffen, die dieselbe Anzahl Punkte sowie die gleiche Tordifferenz und gleiche Anzahl Tore aufgewiesen hätten, und wäre das betreffende Spiel unentschieden geendet, so wäre die endgültige Platzierung der beiden Mannschaften durch Elfmeterschießen ermittelt worden, vorausgesetzt, dass keine andere Mannschaft derselben Gruppe nach Abschluss aller Gruppenspiele dieselbe Anzahl Punkte aufgewiesen hätte. Hätten mehr als zwei Mannschaften dieselbe Anzahl Punkte, wären die die oberen Kriterien zur Anwendung gekommen.

### Gruppe A
| Pl. | Land       | Sp. | S | U | N | Tore    | Diff. | Punkte |
| --- | ---------- | --- | - | - | - | ------- | ----- | ------ |
| 1.  | Tschechien | 3   | 3 | 0 | 0 | 012:400 | +8    | 09     |
| 2.  | Serbien    | 3   | 2 | 0 | 1 | 007:500 | +2    | 06     |
| 3.  | Ukraine    | 3   | 1 | 0 | 2 | 003:400 | −1    | 03     |
| 4.  | Zypern     | 3   | 0 | 0 | 3 | 001:100 | −9    | 0      |

|                                                                                   |   |            |           |
| Mo., 20. Mai 2024 um 18:00 Uhr (17:00 Uhr MESZ) in Paralimni                      |   |            |           |
| Serbien                                                                           | – | Ukraine    | 1:0 (1:0) |
| Mo., 20. Mai 2024 um 20:30 Uhr (19:30 Uhr MESZ) in Larnaka (AEK-Arena)            |   |            |           |
| Zypern                                                                            | – | Tschechien | 0:5 (0:3) |
| Do., 23. Mai 2024 um 18:00 Uhr (17:00 Uhr MESZ) in Paralimni                      |   |            |           |
| Ukraine                                                                           | – | Tschechien | 1:3 (0:1) |
| Do., 23. Mai 2024 um 20:30 Uhr (19:30 Uhr MESZ) in Larnaka (Antonis Papadopoulos) |   |            |           |
| Zypern                                                                            | – | Serbien    | 1:3 (1:1) |
| So., 26. Mai 2024 um 20:30 Uhr (19:30 Uhr MESZ) in Larnaka (AEK-Arena)            |   |            |           |
| Ukraine                                                                           | – | Zypern     | 2:0 (1:0) |
| So., 26. Mai 2024 um 20:30 Uhr (19:30 Uhr MESZ) in Larnaka (Ammochostos-Stadion)  |   |            |           |
| Tschechien                                                                        | – | Serbien    | 4:3 (1:2) |

### Gruppe B
| Pl. | Land       | Sp. | S | U | N | Tore    | Diff. | Punkte |
| --- | ---------- | --- | - | - | - | ------- | ----- | ------ |
| 1.  | Österreich | 3   | 2 | 1 | 0 | 007:000 | +7    | 07     |
| 2.  | Dänemark   | 3   | 1 | 1 | 1 | 004:600 | −2    | 04     |
| 3.  | Kroatien   | 3   | 0 | 3 | 0 | 003:300 | ±0    | 03     |
| 4.  | Wales      | 3   | 0 | 1 | 2 | 001:600 | −5    | 01     |

|                                                                                   |   |            |           |
| Mo., 20. Mai 2024 um 18:00 Uhr (17:00 Uhr MESZ) in Dasaki Achnas                  |   |            |           |
| Dänemark                                                                          | – | Wales      | 2:0 (1:0) |
| Mo., 20. Mai 2024 um 20:30 Uhr (19:30 Uhr MESZ) in Larnaka (Antonis Papadopoulos) |   |            |           |
| Kroatien                                                                          | – | Österreich | 0:0       |
| Do., 23. Mai 2024 um 18:00 Uhr (17:00 Uhr MESZ) in Dasaki Achnas                  |   |            |           |
| Dänemark                                                                          | – | Kroatien   | 2:2 (1:1) |
| Do., 23. Mai 2024 um 20:30 Uhr (19:30 Uhr MESZ) in Larnaka (Ammochostos-Stadion)  |   |            |           |
| Österreich                                                                        | – | Wales      | 3:0 (1:0) |
| So., 26. Mai 2024 um 18:00 Uhr (17:00 Uhr MESZ) in Paralimni                      |   |            |           |
| Österreich                                                                        | – | Dänemark   | 4:0 (2:0) |
| So., 26. Mai 2024 um 18:00 Uhr (17:00 Uhr MESZ) in Dasaki Achnas                  |   |            |           |
| Wales                                                                             | – | Kroatien   | 1:1 (1:1) |

### Gruppe C
| Pl. | Land     | Sp. | S | U | N | Tore    | Diff. | Punkte |
| --- | -------- | --- | - | - | - | ------- | ----- | ------ |
| 1.  | Italien  | 3   | 3 | 0 | 0 | 006:100 | +5    | 09     |
| 2.  | Polen    | 3   | 1 | 1 | 1 | 006:400 | +2    | 04     |
| 3.  | Schweden | 3   | 0 | 2 | 1 | 003:400 | −1    | 02     |
| 4.  | Slowakei | 3   | 0 | 1 | 2 | 000:600 | −6    | 01     |

|                                                                        |   |          |           |
| Di., 21. Mai 2024 um 18:00 Uhr (17:00 Uhr MESZ) in Paralimni           |   |          |           |
| Slowakei                                                               | – | Schweden | 0:0       |
| Di., 21. Mai 2024 um 20:30 Uhr (19:30 Uhr MESZ) in Larnaka (AEK-Arena) |   |          |           |
| Italien                                                                | – | Polen    | 2:0 (1:0) |
| Fr., 24. Mai 2024 um 18:00 Uhr (17:00 Uhr MESZ) in Dasaki Achnas       |   |          |           |
| Italien                                                                | – | Slowakei | 2:0 (2:0) |
| Fr., 24. Mai 2024 um 18:00 Uhr (17:00 Uhr MESZ) in Larnaka (AEK-Arena) |   |          |           |
| Schweden                                                               | – | Polen    | 2:2 (1:1) |
| Mo., 27. Mai 2024 um 18:00 Uhr (17:00 Uhr MESZ) in Paralimni           |   |          |           |
| Schweden                                                               | – | Italien  | 1:2 (0:0) |
| Mo., 27. Mai 2024 um 18:00 Uhr (17:00 Uhr MESZ) in Dasaki Achnas       |   |          |           |
| Polen                                                                  | – | Slowakei | 4:0 (3:0) |

### Gruppe D
| Pl. | Land       | Sp. | S | U | N | Tore    | Diff. | Punkte |
| --- | ---------- | --- | - | - | - | ------- | ----- | ------ |
| 1.  | Portugal   | 3   | 2 | 0 | 1 | 007:400 | +3    | 06     |
| 2.  | England    | 3   | 2 | 0 | 1 | 008:500 | +3    | 06     |
| 3.  | Frankreich | 3   | 2 | 0 | 1 | 003:500 | −2    | 06     |
| 4.  | Spanien    | 3   | 0 | 0 | 3 | 002:600 | −4    | 0      |

|                                                                                   |   |            |           |
| Di., 21. Mai 2024 um 18:00 Uhr (17:00 Uhr MESZ) in Dasaki Achnas                  |   |            |           |
| Spanien                                                                           | – | Portugal   | 1:2 (1:2) |
| Di., 21. Mai 2024 um 20:30 Uhr (19:30 Uhr MESZ) in Larnaka (Ammochostos-Stadion)  |   |            |           |
| Frankreich                                                                        | – | England    | 0:4 (0:3) |
| Fr., 24. Mai 2024 um 20:30 Uhr (19:30 Uhr MESZ) in Larnaka (Ammochostos-Stadion)  |   |            |           |
| Portugal                                                                          | – | England    | 4:1 (1:1) |
| Fr., 24. Mai 2024 um 20:30 Uhr (19:30 Uhr MESZ) in Larnaka (Antonis Papadopoulos) |   |            |           |
| Frankreich                                                                        | – | Spanien    | 1:0 (0:0) |
| Mo., 27. Mai 2024 um 20:30 Uhr (19:30 Uhr MESZ) in Larnaka (Ammochostos-Stadion)  |   |            |           |
| Portugal                                                                          | – | Frankreich | 1:2 (1:1) |
| Mo., 27. Mai 2024 um 20:30 Uhr (19:30 Uhr MESZ) in Larnaka (Antonis Papadopoulos) |   |            |           |
| England                                                                           | – | Spanien    | 3:1 (1:1) |

## Finalrunde

### Modus
Ab dem Viertelfinale wurden die Spiele im K.-o.-System ausgetragen, der Sieger zieht in die nächste Runde ein, für die unterlegene Mannschaft ist das Turnier beendet.
Falls die Spiele der Finalrunde nach Ablauf der regulären Spielzeit unentschieden stehen sollten, schließt sich direkt ein Elfmeterschießen zur Ermittlung des Siegers an.

### Übersicht
|  | Viertelfinale | Viertelfinale |          |         | Halbfinale | Halbfinale |  |  | Finale | Finale |
|  |               |               |          |         |            |            |  |  |        |        |
|  | Tschechien    | 1 (3)         |          |         |            |            |  |  |        |        |
|  | Dänemark      | E1 (5)E       |          |         |            |            |  |  |        |        |
|  | Dänemark      | E1 (5)E       | Dänemark | 0       |            |            |  |  |        |        |
|  |               |               | Dänemark | 0       |            |            |  |  |        |        |
|  |               | Italien       | 1        |         |            |            |  |  |        |        |
|  | Italien       | Italien       | 1        | E1 (5)E |            |            |  |  |        |        |
|  | Italien       |               |          | E1 (5)E |            |            |  |  |        |        |
|  | England       | 1 (4)         |          |         |            |            |  |  |        |        |
|  |               |               | Italien  | 3       |            |            |  |  |        |        |
|  |               | Portugal      | 0        |         |            |            |  |  |        |        |
|  | Österreich    | 2             |          |         |            |            |  |  |        |        |
|  | Serbien       | 3             |          |         |            |            |  |  |        |        |
|  | Serbien       | 3             | Serbien  | 2       |            |            |  |  |        |        |
|  |               |               | Serbien  | 2       |            |            |  |  |        |        |
|  |               | Portugal      | 3        |         |            |            |  |  |        |        |
|  | Portugal      | Portugal      | 3        | 2       |            |            |  |  |        |        |
|  | Portugal      |               |          | 2       |            |            |  |  |        |        |
|  | Polen         | 1             |          |         |            |            |  |  |        |        |

E Sieg im Elfmeterschießen

### Viertelfinale
Die genaue Zuordnung der Viertelfinalpartien zu den Austragungsorten und -zeiten erfolgte erst nach Abschluss der Gruppenphase.
|                                                                                   |   |          |                      |
| Mi., 29. Mai 2024 um 17:30 Uhr (16:30 Uhr MESZ) in Larnaka (Ammochostos-Stadion)  |   |          |                      |
| Tschechien                                                                        | – | Dänemark | 1:1 (0:0); 3:5 i. E. |
| Mi., 29. Mai 2024 um 20:00 Uhr (19:00 Uhr MESZ) in Larnaka (AEK-Arena)            |   |          |                      |
| Österreich                                                                        | – | Serbien  | 2:3 (1:2)            |
| Do., 30. Mai 2024 um 18:00 Uhr (17:00 Uhr MESZ) in Larnaka (Antonis Papadopoulos) |   |          |                      |
| Portugal                                                                          | – | Polen    | 2:1 (1:1)            |
| Do., 30. Mai 2024 um 20:30 Uhr (19:30 Uhr MESZ) in Larnaka (AEK-Arena)            |   |          |                      |
| Italien                                                                           | – | England  | 1:1 (1:1); 5:4 i. E. |

### Halbfinale
Die genaue Zuordnung der Halbfinalbegegnungen zu den Austragungsorten und -zeiten erfolgt erst nach dem Viertelfinale.
|                                                                                   |   |          |           |
| So., 2. Juni 2024 um 18:00 Uhr (17:00 Uhr MESZ) in Larnaka (AEK-Arena)            |   |          |           |
| Serbien                                                                           | – | Portugal | 2:3 (2:0) |
| So., 2. Juni 2024 um 20:30 Uhr (19:30 Uhr MESZ) in Larnaka (Antonis Papadopoulos) |   |          |           |
| Dänemark                                                                          | – | Italien  | 0:1 (0:0) |

### Finale
| Italien                                                                 | Italien | Portugal | Portugal |
| ----------------------------------------------------------------------- | --- | --- | -------- |
| Italien                                                                 | \| Finale \| \| 5. Juni 2024 um 20:30 Uhr (19:30 Uhr MESZ) in Limassol (Limassol Arena) \| \| Ergebnis: 3:0 (2:0) \| \| Zuschauer: 7.120 \| \| Schiedsrichter: Radoslaw Gidschenow ( Bulgarien) \| \| Spielbericht \| | \| Finale \| \| 5. Juni 2024 um 20:30 Uhr (19:30 Uhr MESZ) in Limassol (Limassol Arena) \| \| Ergebnis: 3:0 (2:0) \| \| Zuschauer: 7.120 \| \| Schiedsrichter: Radoslaw Gidschenow ( Bulgarien) \| \| Spielbericht \|                                                                  | Portugal |
| Italien                                                                 | Massimo Pessina – Emanuel Benjamin, Francesco Verde, Andrea Natali, Cristian Cama (79. Giovanni Lauricella) – Alessandro Di Nunzio (70. Christian Garofalo), Emanuele Sala (79. Matteo Lontani), Federico Coletta, Mattia Liberali (70. Matteo Mantini) – Francesco Camarda (90. Thomas Campaniello), Mattia Mosconi Cheftrainer: Massimiliano Favo | Diogo Ferreira – Edgar Mota, Rui Silva, Rafael Mota, Martim Cunha – João Simões (63. Tiago Ferreira), Eduardo Felicíssimo (71. David Daiber), Geovany Quenda (71. João Trovisco), Rodrigo Mora, Dudu (63. Cardoso Varela) – Gabriel Silva (63. Afonso Patrão) Cheftrainer: João Santos | Portugal |
| Italien                                                                 | 1:0 Coletta (7.) 2:0 Camarda (16.) 3:0 Camarda (50.) | | Portugal |
| Italien                                                                 | Sala (57.), Camarda (70.), Mantini (80.), Mosconi (90.) | R. Silva (36.), E. Mota (85.) | Portugal |
| Finale                                                                  | | |          |
| 5. Juni 2024 um 20:30 Uhr (19:30 Uhr MESZ) in Limassol (Limassol Arena) | | |          |
| Ergebnis: 3:0 (2:0)                                                     | | |          |
| Zuschauer: 7.120                                                        | | |          |
| Schiedsrichter: Radoslaw Gidschenow ( Bulgarien)                        | | |          |
| Spielbericht                                                            | | |          |

## Schiedsrichter
Für das Turnier wurden seitens der UEFA zwölf Schiedsrichter und ebenso viele Schiedsrichterassistenten nominiert.
| Schiedsrichter      | Assistenten            |
| ------------------- | ---------------------- |
| Jasper Vergoote     | Martijn Testers        |
| Antoni Bandić       | Stefan Tešanović       |
| Radoslaw Gidschenow | Petar Welisarow Mitrew |
| Ante Čulina         | Luka Pušić             |
| Menélaos Andoníou   | Kyriákos Sokrátous     |
| Jan Petřík          | Marek Podaný           |
| Jakob Sundberg      | Victor Skytte          |
| Mohammed al-Emara   | Turka Valjakka         |
| Pierre Gaillouste   | Alexis Auger           |
| David Fuxman        | Rostislav Talis        |
| Miguel Nogueira     | Nelson Pereira         |
| Nenad Minaković     | Nikola Borović         |